# Sint-Pieter (Maastricht)
Pour les articles homonymes, voir Sint Pieter.
Sint Pieter (Saint-Pierre) est un quartier de l'arrondissement sud-ouest de Maastricht. Le quartier a été créé à la suite du rattachement d'une ancienne commune néerlandaise de la province du Limbourg néerlandais.

## Géographie
Sint Pieter est bordé par les quartiers de Wolder et de Campagne au nord-ouest, Biesland, Jekerdal et Villapark au nord, la Meuse à l'est et la Belgique au sud et à l'ouest.
Le quartier se situe à la fin du chemin de randonnée appelé Pieterpad.

## Histoire
En 1920, la commune est supprimée et rattachée à Maastricht.
Le moulin de Lombok s'y trouve, sur le bord du Geer.

## Galerie

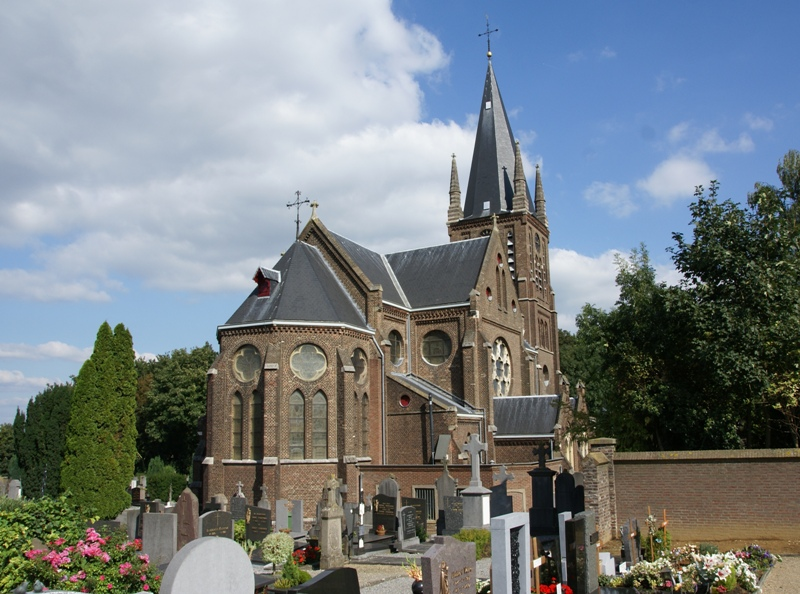
Haute Église Saint-Pierre.
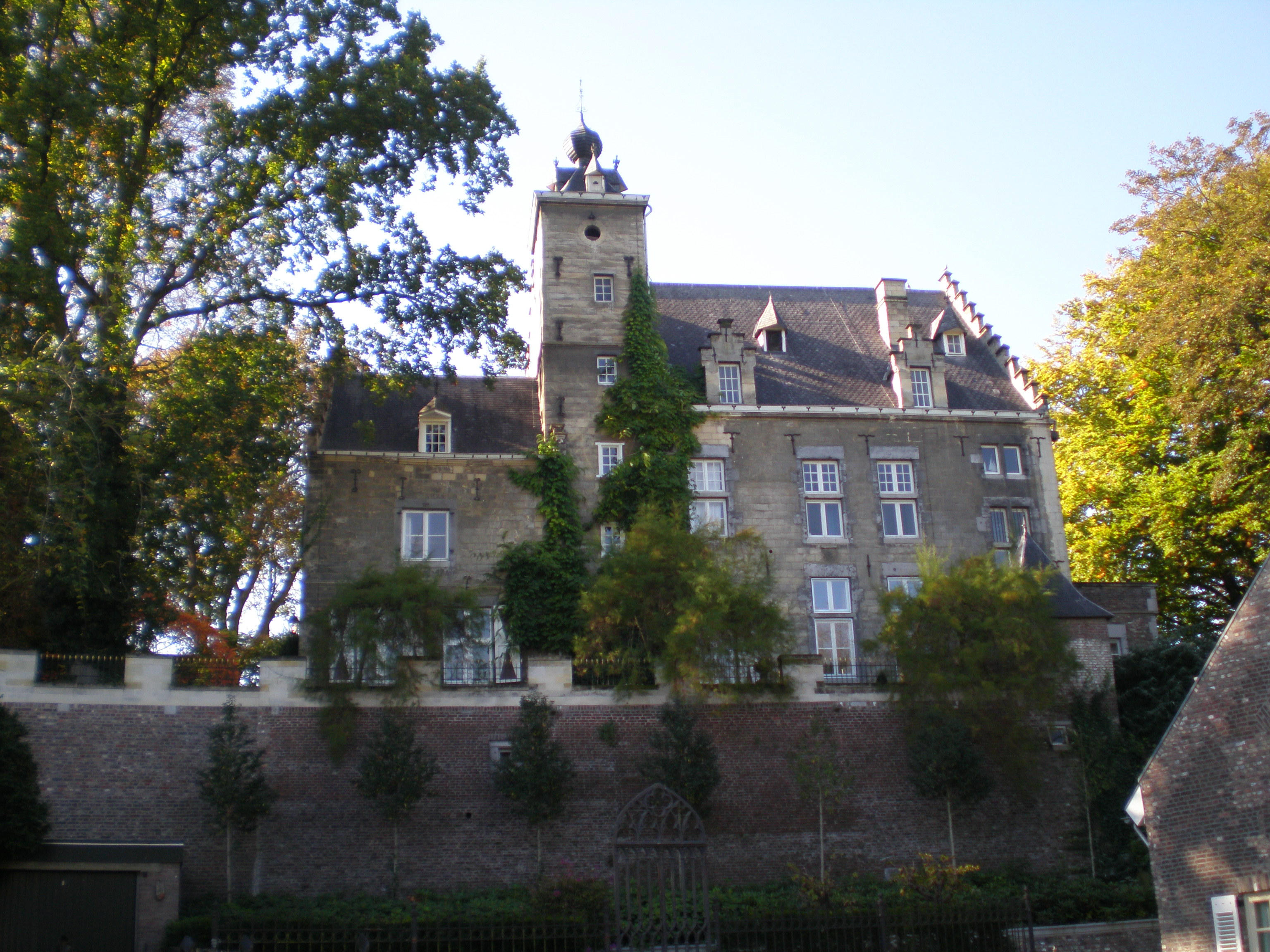
Maison avec tourelles.
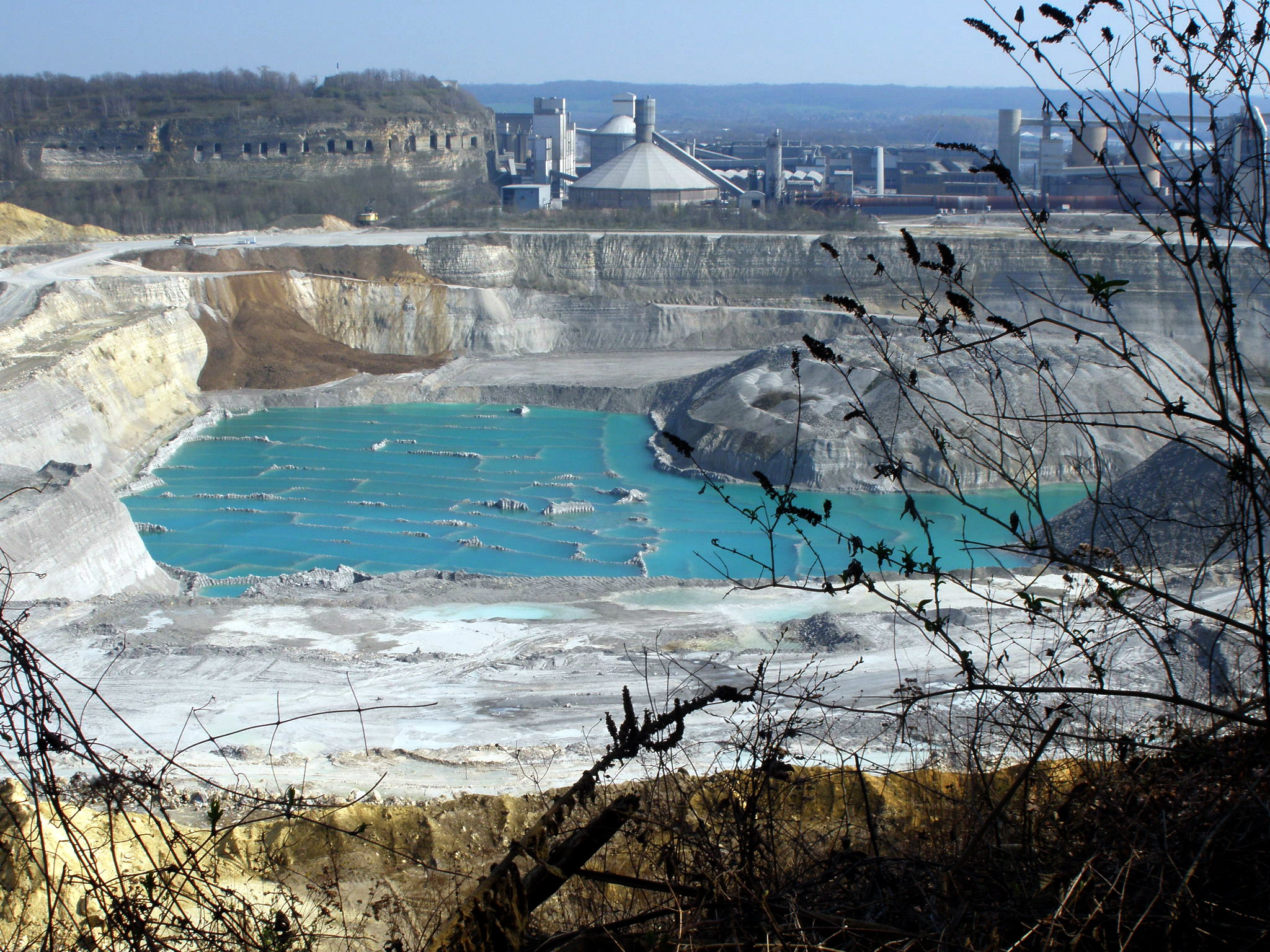
Carrière ENCI.
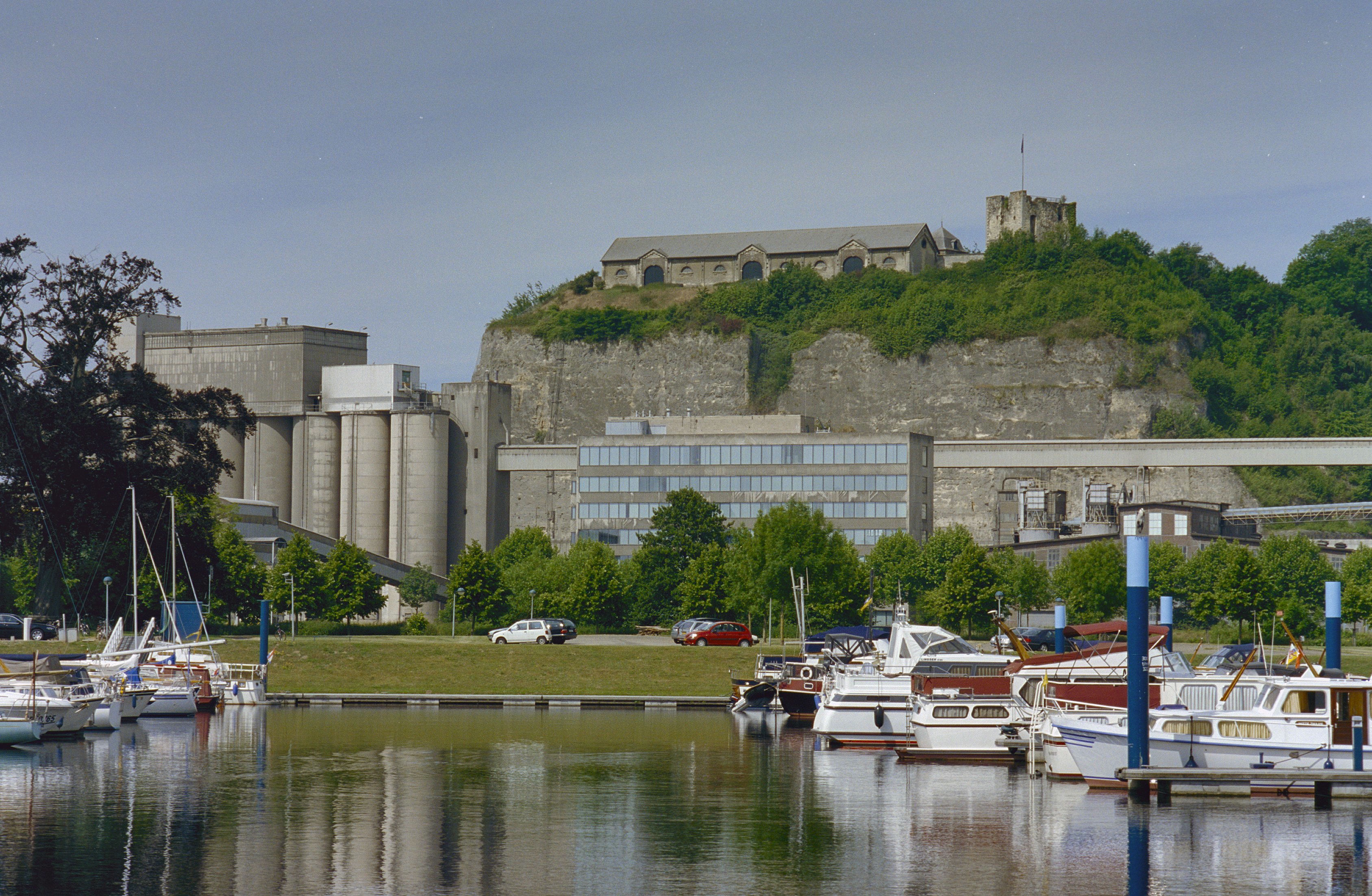
Ruine de Lichtenberg.
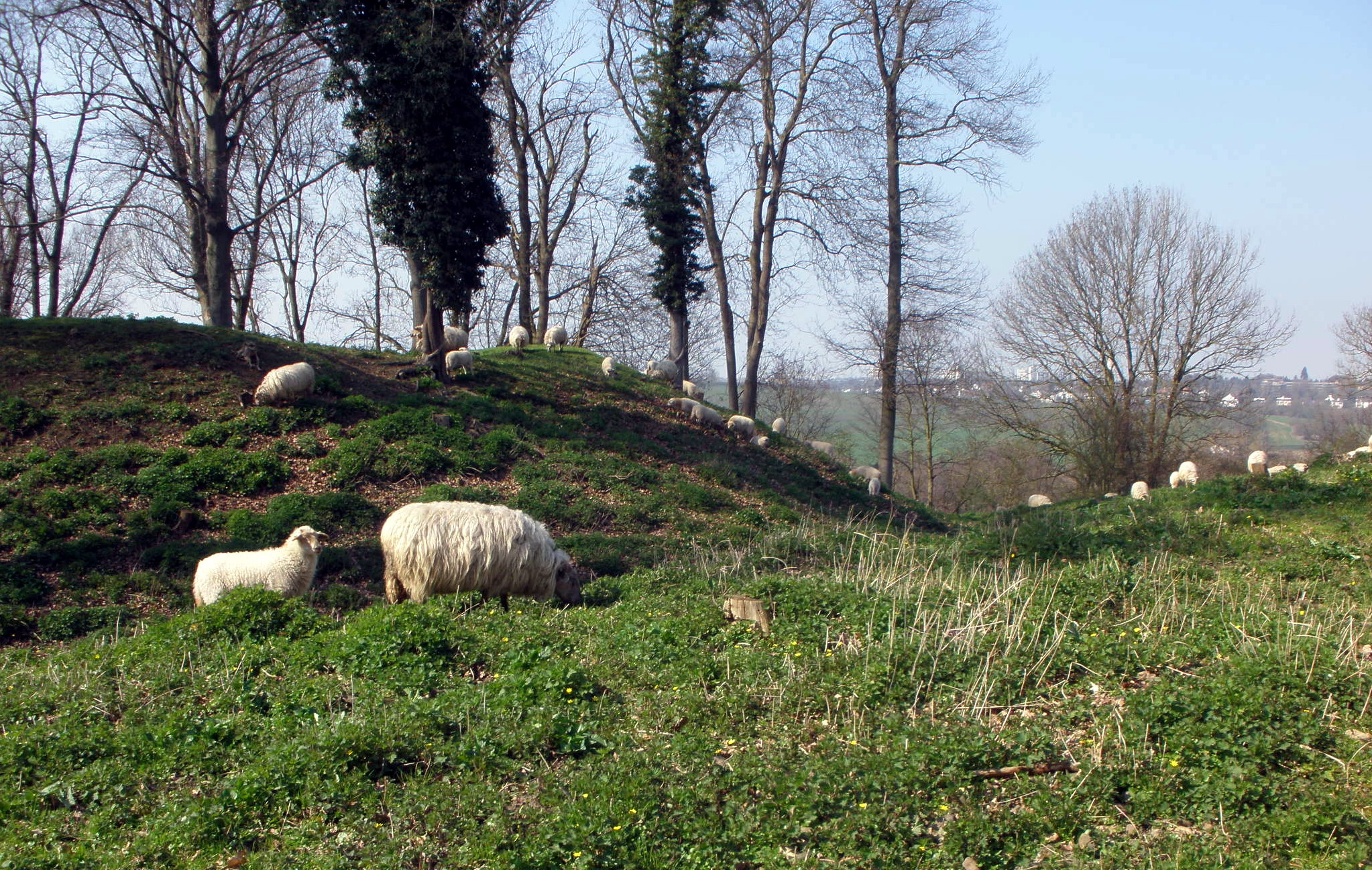
Mouton à Sint-Pietersberg.
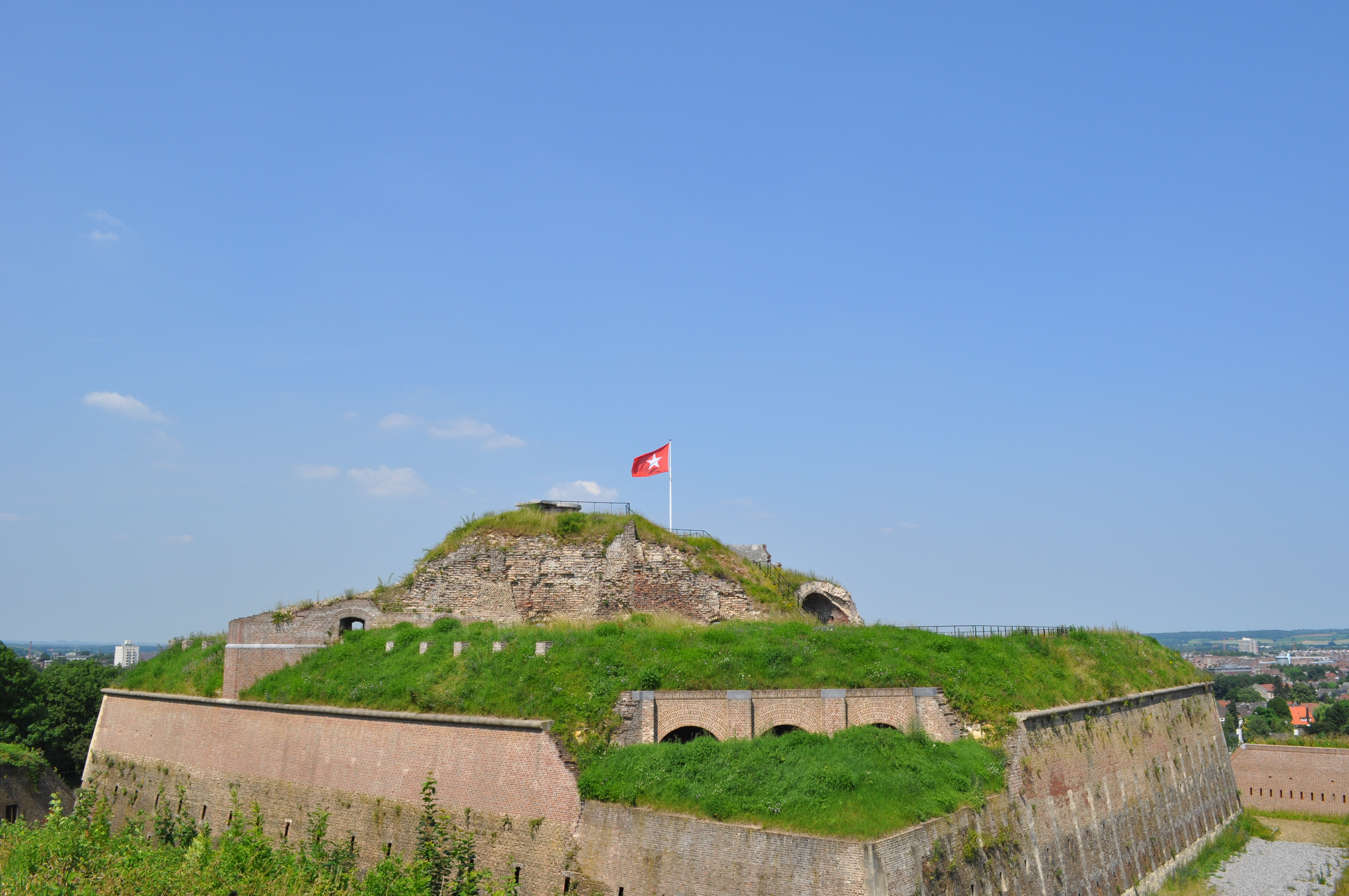
Fort Saint-Pierre.
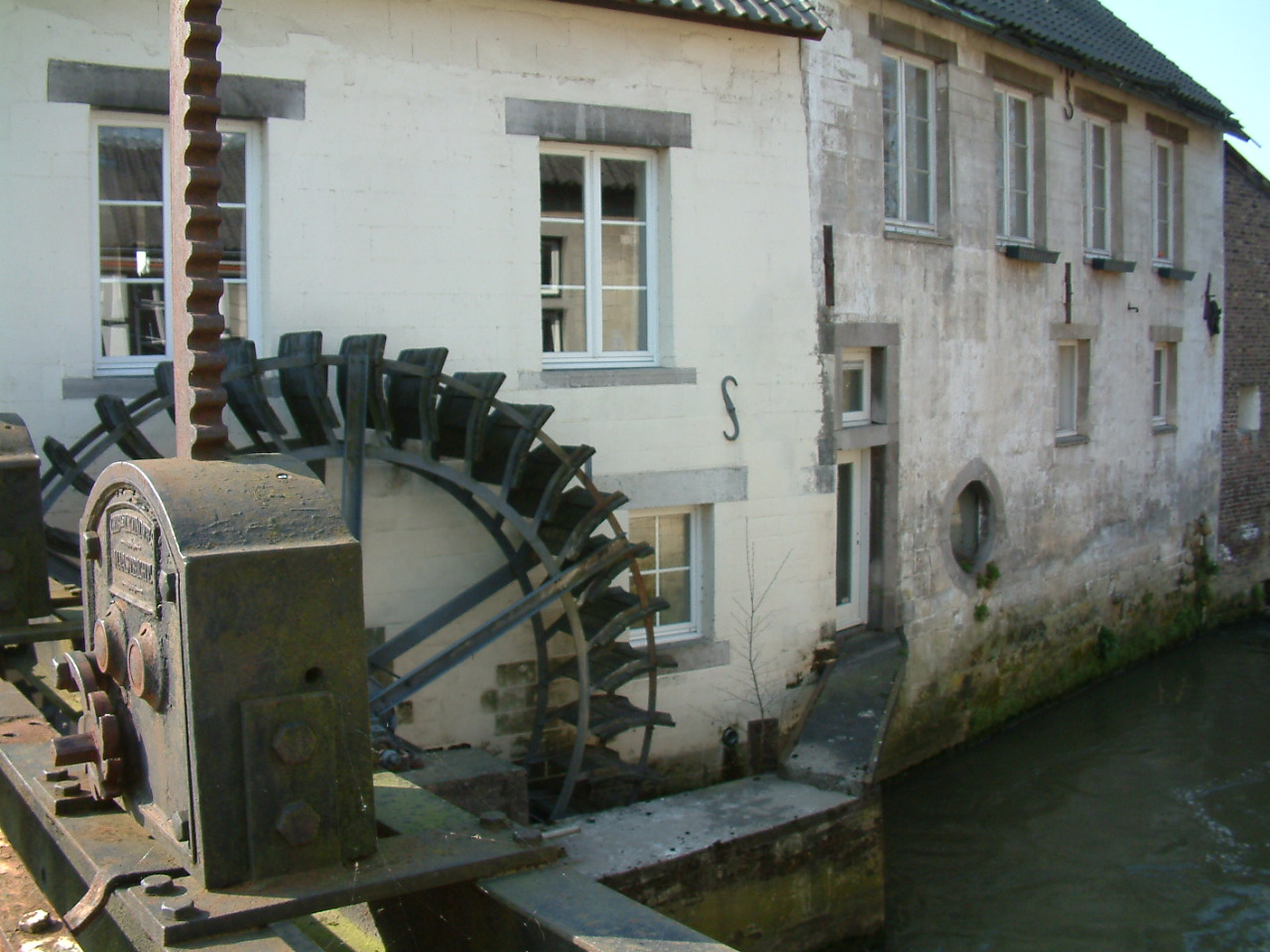
Moulin de Lombok

## Sources
- (nl) Cet article est partiellement ou en totalité issu de l’article de Wikipédia en néerlandais intitulé « Sint Pieter (Maastricht) » (voir la liste des auteurs).

## Compléments